# Kecamatan Kalianda
Kecamatan Kalianda är ett distrikt i Indonesien.   Det ligger i provinsen Lampung, i den västra delen av landet, 150 km väster om huvudstaden Jakarta.